# Bukovac, Preševo
Bukovac (izvirno srbsko Буковац) je naselje v Srbiji, ki upravno spada pod Občino Preševo; slednja pa je del Pčinjskega upravnega okraja.

## Demografija
V naselju, katerega izvirno (srbsko-cirilično) ime je Буковац, živi 76 polnoletnih prebivalcev, pri čemer je njihova povprečna starost 27,4 let (28,7 pri moških in 26,3 pri ženskah). Naselje ima 24 gospodinjstev, pri čemer je povprečno število članov na gospodinjstvo 4,50.
Prebivalstvo je večinoma nehomogeno.
|  |

| Demografija | Demografija     | Demografija     |
| Leto        | Št. prebivalcev | Št. prebivalcev |
| ----------- | --------------- | --------------- |
|             |                 |                 |
|             |                 |                 |
|             |                 |                 |
|             |                 |                 |
| 1948        | 114             |                 |
| 1953        | 129             |                 |
| 1961        | 144             |                 |
| 1971        | 150             |                 |
| 1981        | 107             |                 |
| 1991        | 131             | 131             |
| 2002        | 135             | 108             |
|             |                 |                 |

| Etnična sestava po popisu iz leta 2002 | Etnična sestava po popisu iz leta 2002 | Etnična sestava po popisu iz leta 2002 | Etnična sestava po popisu iz leta 2002 | Etnična sestava po popisu iz leta 2002 |
| -------------------------------------- | -------------------------------------- | -------------------------------------- | -------------------------------------- | -------------------------------------- |
| Albanci                                | Albanci                                |                                        | 67                                     | 62,03%                                 |
| Neznano                                | Neznano                                |                                        | 41                                     | 37,96%                                 |